# Eduard Rosenbaum
Eduard Rosenbaum (geboren am 26. Juli 1887 in Hamburg; gestorben am 22. Mai 1979 in London) war ein deutscher Wirtschaftswissenschaftler und Bibliotheksdirektor.

## Leben und Wirken
Eduard Rosenbaum wuchs in Hamburg auf, wo er das Abitur absolvierte. Anschließend studierte er ab 1906 Nationalökonomie und Rechtswissenschaften an der Universität München, der Universität Berlin, Straßburg und Kiel. Dort wurde er 1910 zum Doktor der Philosophie promoviert. In seiner Promotionsschrift behandelte er, angeregt durch Bernhard Harms, Ferdinand Lassalle. Anschließend arbeitete Rosenbaum für ein im Im- und Export tätiges Unternehmen in Hamburg und ab 1913 als Assistent am Institut für Weltwirtschaft in Kiel. Dort blieb er bis zum November des folgenden Jahres, in dem er an die Hamburger Handelskammer wechselte. Hier wurde er 1919 zum Syndikus und Leiter der Commerzbibliothek ernannt.
Nach dem Ende des Ersten Weltkriegs beteiligte sich Rosenbaum als Sachverständiger der deutschen Delegation am Friedensvertrag von Versailles. Anschließend schrieb er das Buch Der Vertrag von Versailles. Inhalt und Wirkung, gemeinverständlich dargestellt. Das Werk, in dem Rosenbaum das Verhandlungsergebnis aufgrund seiner wirtschaftlichen Konsequenzen kritisierte, erschien in mehrfacher Auflage. Von 1921 bis 1927 unterrichtete Rosenbaum an der Universität Hamburg. Von 1928 bis 1933 übernahm er die Schriftleitung der Zeitschrift Wirtschaftsdienst, für die er schon vorher viele Beiträge verfasst hatte.
Während der Zeit des Nationalsozialismus galt Rosenbaum aufgrund seiner Herkunft als „Nichtarier“. Aus diesem Grund musste er im Juli 1933 die Leitung der Bibliothek niederlegen. Er wurde mit Wirkung vom 1. April 1934 in den Ruhestand versetzt. Ein Jahr später verließ Rosenbaum Deutschland gemeinsam mit seiner Ehefrau und zwei Kindern gen England, wo ihn insbesondere John Maynard Keynes unterstützte. An der LSE erhielt er 1935 eine anfangs unsichere Stelle als Bibliothekar. Hier arbeitete er bis zum Ruhestand 1952. Ralf Dahrendorf betonte später die Bedeutung Rosenbaums für die Hochschule.
Rosenbaum, der persönlich mit Albert Ballin, Max Warburg, Walther Rathenau, Ernst Robert Curtius und Martin Buber bekannt war, pflegte zeitlebens Kontakte zur Hamburger Handelskammer. Nach Ende des Zweiten Weltkriegs kehrte er häufig nach Hamburg zurück, um die Entwicklung seiner Geburtsstadt und insbesondere der Commerzbibliothek zu verfolgen. 1948 erschien in der Zeitschrift Merian ein Heft, das Hamburg thematisierte. Rosenbaum stellte hierfür einen Text zur Verfügung, den er 1925 verfasst hatte. Unter der Überschrift „Das Gesicht der Stadt“ diente der Text als Eröffnungsbeitrag.
Rosenbaum setzte sich zeitlebens für die Verständigung zwischen Deutschen und Engländern ein. Die Zeit nannte ihn in einem Nachruf einen „feinsinnigen Gelehrten“, dessen Engagement nicht selbstverständlich gewesen sei angesichts des Todes zweier von fünf Geschwistern in Konzentrationslagern.

## Veröffentlichungen
- Ferdinand Lassalle. Studien über historischen und systematischen Zusammenhang seiner Lehre. Fischer, Jena 1911.
- Die Bedrohung der deutschen Wirtschaftshoheit durch den Frieden von Versailles. Engelmann, Berlin 1920.
- Der Vertrag von Versailles. Inhalt und Wirkung gemeinverständlich dargestellt. 8. Aufl. Reclam, Leipzig 1933.
- (mit Ari J. Sherman): Das Bankhaus M. M. Warburg und Co. 1798 - 1938. 2. Aufl. Christians, Hamburg 1978, ISBN 3-7672-0420-7.